# Мордовия (хоккейный клуб)
«Мордовия» — российский хоккейный клуб из города Саранск, основанный в 2011 году. Клуб расформирован перед сезоном 2019/2020 г. Учредители клуба — «Ромодановсахар», консервный комбинат «Саранский», птицефабрика «Атемарская» и СЛЗ отказались его финансировать.

## Достижения
- Победитель Турнира на призы группы компании «Берег»-2011.[2][3]
- РХЛ. Сезон 2011/2012: 9 место дивизиона Запад Российской хоккейной лиги .
- Серебряная медаль Кубка мэра г. Липецк 2012 г.[4]
- РХЛ. Сезон 2012/2013: Победитель дивизиона Запад. Чемпион Российской хоккейной лиги.
- Победитель Кубка Губернатора Самарской области 2013 г.[5][6][7]
- РХЛ. Сезон 2013/2014: Вице-чемпион Российской хоккейной лиги.
- Победитель Турнира Тамбовской областной Федерации Хоккея 2014 г.[8]
- РХЛ. Сезон 2014/2015: 3-е место Российской хоккейной лиги.
- Победитель Турнира Тамбовской областной Федерации Хоккея 2015 г.[9]
- Первенство ВХЛ. Сезон 2015/2016: 3-е место Первенства ВХЛ.
- Победитель Кубка Главы Чувашской Руспублики М. В. Игнатьева 2016 г.[10]
- Первенство ВХЛ. Сезон 2016/2017: 3-е место Первенства ВХЛ.
- Первенство ВХЛ. Сезон 2017/2018: 3-е место Первенства ВХЛ.
- Первенство ВХЛ. Сезон 2018/2019: 2-е место Первенства ВХЛ.

## Домашняя арена
Домашние матчи ХК «Мордовия» проводит в саранском Ледовом дворце.